# NK Osijek
Nogometni Klub Osijek – chorwacki klub piłkarski z siedzibą w Osijeku. Został założony w 1947 roku.

## Historia
Klub powstał w 1945 roku pod nazwą Udarnik (Przodownik), kontynuując tradycję przedwojennego klubu NK Slavija Osijek, która występowała w lidze jugosłowiańskiej w sezonie 1922/1923 i w Chorwackiej Lidze Piłkarskiej w roku 1940. W roku 1946 Udarnik został połączony z zespołem NK Slavonija i przyjął nową nazwę NK Proleter. W roku 1961 zmieniono nazwę na Slavonija, a w końcówce roku 1967 po raz kolejny zmieniono nazwę, na tę, która istnieje do dziś czyli NK Osijek. W tym okresie drużyna występowała w czerwono-niebieskich barwach, które w latach 70. zmieniono na biało-niebieskie barwy, w których drużyna gra do dziś. Zespół w pierwszej lidze zadebiutował w spotkaniu z pochodzącym ze Słowenii zespołem Odred Ljubljana. Do historii przeszedł rozgrywany 2 sierpnia 1953 mecz przeciwko zespołowi FK Borac Banja Luka, gdzie na własnym stadionie NK Osijek pokonał Borac 5:0, a wszystkie gole strzeliła legenda klubu Franjo Rupnik. W tym spotkaniu stadion NK Osijek zanotował rekord frekwencji - spotkanie oglądało aż 15 tys. widzów. Po trzech latach gry w pierwszej lidze, Osijek spadł do drugiej ligi, gdzie grał w dystrykcie "Kraj Drawy". W drugiej połowie lat 70. klub ten po raz pierwszy awansował do pierwszej ligi byłej Jugosławii. Miało to miejsce w sezonie 1977/1978 i od tego czasu na stałe zadomowił się w ekstraklasie grając w niej nieprzerwanie do 1991, kiedy to rozwiązano ligę w Jugosławii z powodu wojny. NK Osijek był jednym z założycieli obecnej chorwackiej ekstraklasy w 1991 roku, w której gra nieprzerwanie do dziś.
Największe sukcesy w historii klubu to zajęcie 3 miejsca w lidze (5-krotnie), a co za tym idzie start w Pucharze UEFA, a także bardziej prestiżowy sukces czyli zdobycie Pucharu Chorwacji w 1999 roku.
Najsławniejszym byłym piłkarzem w historii klubu jest Davor Šuker, król strzelców Mistrzostw Świata we Francji w 1998 roku.
NK Osijek swoje mecze rozgrywa na stadionie o nazwie Gradski vrt, który może pomieścić 19.500 widzów. Fani klubu z Osijeku zwani są Kohorta.

## Obecny skład
Stan na 8 lipca 2025
| Nr | Poz. | Piłkarz                |
| -- | ---- | ---------------------- |
| 1  | BR   | Nikola Ćurčija         |
| 4  | OB   | Krešimir Vrbanac       |
| 5  | OB   | Styopa Mkrtchyan       |
| 6  | PO   | Hrvoje Babec (kapitan) |
| 7  | PO   | Vedran Jugović         |
| 8  | NA   | Justice Ohajunwa       |
| 9  | NA   | Yannick Toure          |
| 10 | PO   | Stanislav Shopov       |
| 11 | PO   | Nail Omerović          |
| 15 | PO   | Jon Mersinaj           |
| 17 | NA   | Arnel Jakupović        |
| 18 | PO   | Niko Farkaš            |
| 19 | NA   | Marino Žeravica        |
| 22 | OB   | Roko Jurišić           |

| Nr | Poz. | Piłkarz         |
| -- | ---- | --------------- |
| 23 | PO   | Luka Vrbančić   |
| 24 | NA   | Filip Živković  |
| 26 | OB   | Luka Jelenić    |
| 31 | BR   | Marko Malenica  |
| 33 | OB   | Emin Hasić      |
| 34 | NA   | Anton Matković  |
| 35 | OB   | Luka Zebec      |
| 37 | NA   | Luka Branšteter |
| 38 | BR   | Jan Hlapčić     |
| 39 | NA   | Domagoj Bukvić  |
| 42 | OB   | Renan Guedes    |
| 46 | NA   | Ivan Barić      |
| 55 | OB   | Ivan Cvijanović |
| 98 | PO   | Šimun Mikolčić  |

## Osiągnięcia
- Puchar Chorwacji: 1999

## Europejskie puchary
Legenda do wszystkich tabel:
- Q – runda eliminacyjna, 1/16, 1/8, 1/4, 1/2 – odpowiednia faza rozgrywek, Grupa – runda grupowa, 1r gr – pierwsza runda grupowa, 2r gr – druga runda grupowa, F – finał, R – runda, PO – play-off
- k. – rzuty karne, los. – losowanie, Dogr. – dogrywka, w. – zasada bramek strzelonych na wyjeździe

| Sezon     | Rozgrywki               | Runda | Przeciwnik          | Dom     | Wyjazd  | Ogólnie     |
| --------- | ----------------------- | ----- | ------------------- | ------- | ------- | ----------- |
| 1995/96   | Puchar UEFA             | Q     | Slovan Bratysława   | 0–2     | 0–4     | 0–6         |
| 1998/99   | Puchar UEFA             | 2Q    | RSC Anderlecht      | 3–1     | 0–2     | 3–3, w.     |
| 1999/2000 | Puchar UEFA             | 1R    | West Ham United     | 1–3     | 0–3     | 1–6         |
| 2000/01   | Puchar UEFA             | 1R    | Brøndby             | 0–0     | 2–1     | 2–1         |
| 2000/01   | Puchar UEFA             | 2R    | Rapid Wiedeń        | 2–1     | 2–0     | 4–1         |
| 2000/01   | Puchar UEFA             | 3R    | Slavia Praga        | 2–0     | 1–5     | 3–5         |
| 2001/02   | Puchar UEFA             | Q     | FK Dinaburg         | 1–0     | 1–2     | 2–2, w.     |
| 2001/02   | Puchar UEFA             | 1R    | Gorica              | 1–0     | 2–1     | 3–1         |
| 2001/02   | Puchar UEFA             | 2R    | AEK Ateny           | 1–2     | 2–3     | 3–5         |
| 2006      | Puchar Intertoto        | 2R    | Ethnikos Achna      | 2–2     | 0–0     | 2–2, w.     |
| 2012/13   | Liga Europy             | 1Q    | FC Santa Coloma     | 3–1     | 1–0     | 4–1         |
| 2012/13   | Liga Europy             | 2Q    | Kalmar FF           | 1–3     | 0–3     | 1–6         |
| 2017/18   | Liga Europy             | 1Q    | UE Santa Coloma     | 2–0     | 4–0     | 6–0         |
| 2017/18   | Liga Europy             | 2Q    | FC Luzern           | 2–0     | 1–2     | 3–2         |
| 2017/18   | Liga Europy             | 3Q    | PSV Eindhoven       | 1–0     | 1–0     | 2–0         |
| 2017/18   | Liga Europy             | PO    | Austria Wiedeń      | 1–2     | 1–0     | 2–2, w.     |
| 2018/19   | Liga Europy             | 1Q    | Petrocub Hîncești   | 2–1     | 1–1     | 3–2         |
| 2018/19   | Liga Europy             | 2Q    | Rangers             | 0–1     | 1–1     | 1–2         |
| 2019/20   | Liga Europy             | 2Q    | CSKA Sofia          | 1–0     | 0–1     | 1–1, k: 3–4 |
| 2020/21   | Liga Europy             | 2Q    | FC Basel            | 1–2 (D) | 1–2 (D) | 1–2 (D)     |
| 2021/22   | Liga Konferencji Europy | 2Q    | Pogoń Szczecin      | 1–0     | 0–0     | 1–0         |
| 2021/22   | Liga Konferencji Europy | 3Q    | CSKA Sofia          | 1–1     | 2–4     | 3–5         |
| 2022/23   | Liga Konferencji Europy | 2Q    | Kyzyłżar Petropawł  | 0–2     | 2–1     | 2–3         |
| 2023/24   | Liga Konferencji Europy | 2Q    | Zalaegerszegi TE FC | 1–0     | 2–1     | 3–1         |
| 2023/24   | Liga Konferencji Europy | 3Q    | Adana Demirspor     | 3–2     | 1–5     | 4–7         |
| 2024/25   | Liga Konferencji        | 2Q    | Levadia Tallinn     | 5–1     | 1–0     | 6–1         |
| 2024/25   | Liga Konferencji        | 3Q    | Zirə Baku           | 1–1     | 2–2     | 3–3, k: 1–2 |